# Guillaume de Chateauneuf
Guillaume de Chateauneuf est le 19e supérieur de L'Hospital de l'ordre de Saint-Jean de Jérusalem de 1243 à sa mort en 1258.

## Biographie
Ce chevalier français est connu comme simple frère le 3 octobre 1233, il est nommé maréchal de l'Ordre le 18 novembre 1241 et prend la direction de l'Ordre dès le 31 mai 1243. Il a été prisonnier et fut remplacé dans ses fonctions de grand maître par Jean de Ronay. En revanche, la date de sa mort ne nous est pas connue ; il est déjà remplacé par son successeur Hugues Revel le 9 octobre 1258 mais il était encore en fonction le 20 février 1258, il est très certainement décédé à l'été 1258.

## La possession et la perte de Jérusalem
Quand Chateauneuf prend ses fonctions de grand maître, les sultans arabes étaient en pleine compétition et venaient de laisser aux Chrétiens la possession de Jérusalem. Les Templiers ont commencé la fortification de la ville en 1244 lorsque survient l'invasion des Khwarezmiens. Cette peuplade turque, qui avait envahi la Mésopotamie, est appelée par le sultan d'Égypte : ils s'emparent de Tibériade, de Safed et de Tripoli et sont devant Jérusalem le 11 juillet 1244, où les murailles sont très insuffisantes à la suite de l'accord entre Frédéric II et Al-Kâmil. 
Le patriarche de Jérusalem, Robert de Nantes, et les grands maîtres du Temple et de L'Hospital, étant venus relever le courage des habitants, repoussent les assaillants mais, le châtelain impérial et le grand précepteur de l'Hospital perdent la vie lors du combat. Dans la confusion, les habitants quittent Jérusalem le 15 juillet, mais voient sur les murailles de la ville flotter les bannières des Chrétiens ; trompés, ils font demi-tour et sont tous massacrés pendant que la ville est mise à sac.

## La bataille de La Forbie
Les troupes alliées des chrétiens, associées aux Templiers, aux Hospitaliers et aux Teutoniques, et des musulmans de Syrie et Transjordanie quittent Saint-Jean-d'Acre le 4 octobre 1244, marchent sur Jaffa et tombent sur les Khwarezmiens et les troupes égyptiennes le 17 octobre. Dans la bataille de La Forbie près de Gaza, les alliés musulmans lâchent prise à la première rencontre et les troupes chrétiennes se retrouvent seules. Le combat inégal aboutit à un désastre, 16 000 hommes perdent la vie et 800 sont faits prisonniers parmi lesquels 325 chevaliers et 200 turcoples chez les Hospitaliers, avec parmi eux le grand maître Guillaume de Chateauneuf, emmené au Caire; seuls dix-huit Templiers et seize Hospitaliers peuvent s'échapper.
C'est alors que Jean de Ronay prend l’intérim du grand maître. Il était grand précepteur de l'Hospital lors de la bataille de Forbie, il devient lieutenant ad interim en attendant la libération de Guillaume de Chateauneuf.

## La libération de Guillaume de Chateauneuf
Après le désastre de la septième croisade, Louis IX revient à Saint-Jean-d'Acre le 13 mai 1250. On le pressait de toute part pour son retour en France, mais il ne voulait quitter la Terre sainte qu'après avoir assuré la libération des prisonniers. Pour hâter leur libération, il délègue par deux fois Jean de Valenciennes, qui grâce à ces efforts obtient la libération d'un grand nombre de prisonniers dont Guillaume de Chateauneuf et 25 chevaliers-Hospitaliers qui arrivent à Acre le 17 octobre 1250.
En 1256, une trêve de dix ans est conclue entre les sultans de Damas et d'Égypte et les barons de Terre sainte, les Templiers et les Hospitaliers, le roi de France, pris en son représentant Geoffroy de Sergines et le comte de Jaffa.

## La guerre entre Gênes et Venise
Les Génois et les Vénitiens avaient une possession indivise de l'église de Saint Sabbas et chacun en voulait une possession exclusive. Le pape avait cru régler le problème en engageant l'abbé à vendre l'église aux Génois puis revint sur sa décision. Ceux qui avaient pris le parti des droits d'Hugues II de Lusignan se rallient aux Vénitiens dont les Templiers, et ceux qui avaient pris parti pour Conradin, dont les Hospitaliers, se regroupent autour des Génois. Les Hospitaliers attendent le succès de la flotte génoise aux environs de Saint-Jean-d'Acre avec le contingent réuni par Philippe de Montfort. Mais, le 24 juin 1258, c'est l'échec de la flotte génoise, les Vénitiens ruinent leur quartier à Saint-Jean-d'Acre en le partageant et les prisonniers sont conduits à Tyr. Cela marque la fin des hostilités.

## Sources bibliographiques
- Joseph Delaville Le Roulx, Les hospitaliers en terre sainte et à Chypre 1100 à 1310, Paris, Ernest Leroux, 1904 (ISBN 1421208431 et 978-1421208435)
- Bertrand Galimard Flavigny, Histoire de l'ordre de Malte, Paris, Perrin, 2006 (ISBN 2262021155 et 978-2262021153)